# Ragnar Frisch
Ragnar Anton Kittil Frisch (Oslo, 3 maart 1895 – aldaar, 31 januari 1973) was een Noors econoom.
Frisch behaalde in 1919 een academische graad in de economie aan de Universiteit van Oslo. Daarna studeerde hij in Parijs en Engeland, alvorens hij in 1925 zijn postdoctoraat in wiskundige statistiek behaalde. Hij werd benoemd tot assistent-professor aan de Universiteit van Oslo in 1925 en tot professor in 1931. Hij richtte in 1932 een economie-instituut op aan de Universiteit van Oslo en werd daar het hoofd van de onderzoeksafdeling.
In 1969 won Frisch de prijs van de Zweedse Rijksbank voor economie, een prijs die hij deelde met Jan Tinbergen voor het analyseren van economische processen en het ontwikkelen van dynamische economische modellen.
Frisch deed een aantal belangrijke onderzoeken op het gebied van economie en introduceerde een aantal nieuwe economische begrippen waaronder econometrie. Hij formaliseerde productietheorie (1965) en werkte aan tijdreeksen (1927) en lineaire regressieanalyse (1934).
- Bibsys: 90267778
- Biblioteca Nacional de España: XX1457981
- Bibliothèque nationale de France: cb122806739 (data)
- Catàleg d'autoritats de noms i títols de Catalunya: 981058610417406706
- CiNii: DA02854641
- Gemeinsame Normdatei: 119107260
- International Standard Name Identifier: 0000 0001 0876 4695
- Library of Congress Control Number: n88065870
- Mathematics Genealogy Project: 201325
- Bibliotheek van het Japanse parlement: 00440246
- Nationale Bibliotheek van Tsjechië: jn20000601649
- Nationale bibliotheek van Australië: 35105156
- Nationale Bibliotheek van Israël: 987007458644405171
- Nationale en Universitaire bibliotheek Zagreb: 000096178
- Nederlandse Thesaurus van Auteursnamen: 068455208
- Réseau des bibliothèques de Suisse occidentale: 02-A003265778
- LIBRIS: 187558
- Système universitaire de documentation: 031627927
- Trove: 828004
- Virtual International Authority File: 19739592
- WorldCat: E39PBJfrQGVb7kfxXc9QDwTPwC

1969: Frisch, Tinbergen ·
1970 : Samuelson ·
1971: Kuznets ·
1972: Hicks, Arrow ·
1973: Leontief ·
1974: Myrdal, Hayek ·
1975: Kantorovitsj, Koopmans ·
1976: Friedman ·
1977: Ohlin, Meade ·
1978: Simon ·
1979: Schultz, Lewis ·
1980: Klein ·
1981: Tobin ·
1982: Stigler ·
1983: Debreu ·
1984: Stone ·
1985: Modigliani ·
1986: Buchanan ·
1987: Solow ·
1988: Allais ·
1989: Haavelmo ·
1990: Markowitz, Miller, Sharpe ·
1991: Coase ·
1992: Becker ·
1993: Fogel, North ·
1994: Harsanyi, Nash, Selten ·
1995: Lucas ·
1996: Mirrlees, Vickrey ·
1997: Merton, Scholes ·
1998: Sen ·
1999: Mundell ·
2000: Heckman, McFadden ·
2001: Akerlof, Spence, Stiglitz ·
2002: Kahneman, Smith ·
2003: Engle, Granger ·
2004: Kydland, Prescott ·
2005: Aumann, Schelling ·
2006: Phelps ·
2007: Hurwicz, Maskin, Myerson ·
2008: Krugman ·
2009: Ostrom, Williamson ·
2010: Diamond, Mortensen, Pissarides ·
2011: Sims, Sargent ·
2012: Roth, Shapley  ·
2013: Fama, Hansen, Shiller  ·
2014: Tirole  ·
2015: Deaton  ·
2016: Hart, Holmström ·
2017: Thaler ·
2018: Nordhaus, Romer ·
2019: Banerjee, Duflo, Kremer ·
2020: Milgrom, Wilson ·
2021: Imbens, Angrist, Card ·
2022: Bernanke, Diamond, Dybvig ·
2023: Goldin ·
2024: Acemoglu, Johnson, Robinson